# Boscia angustifolia

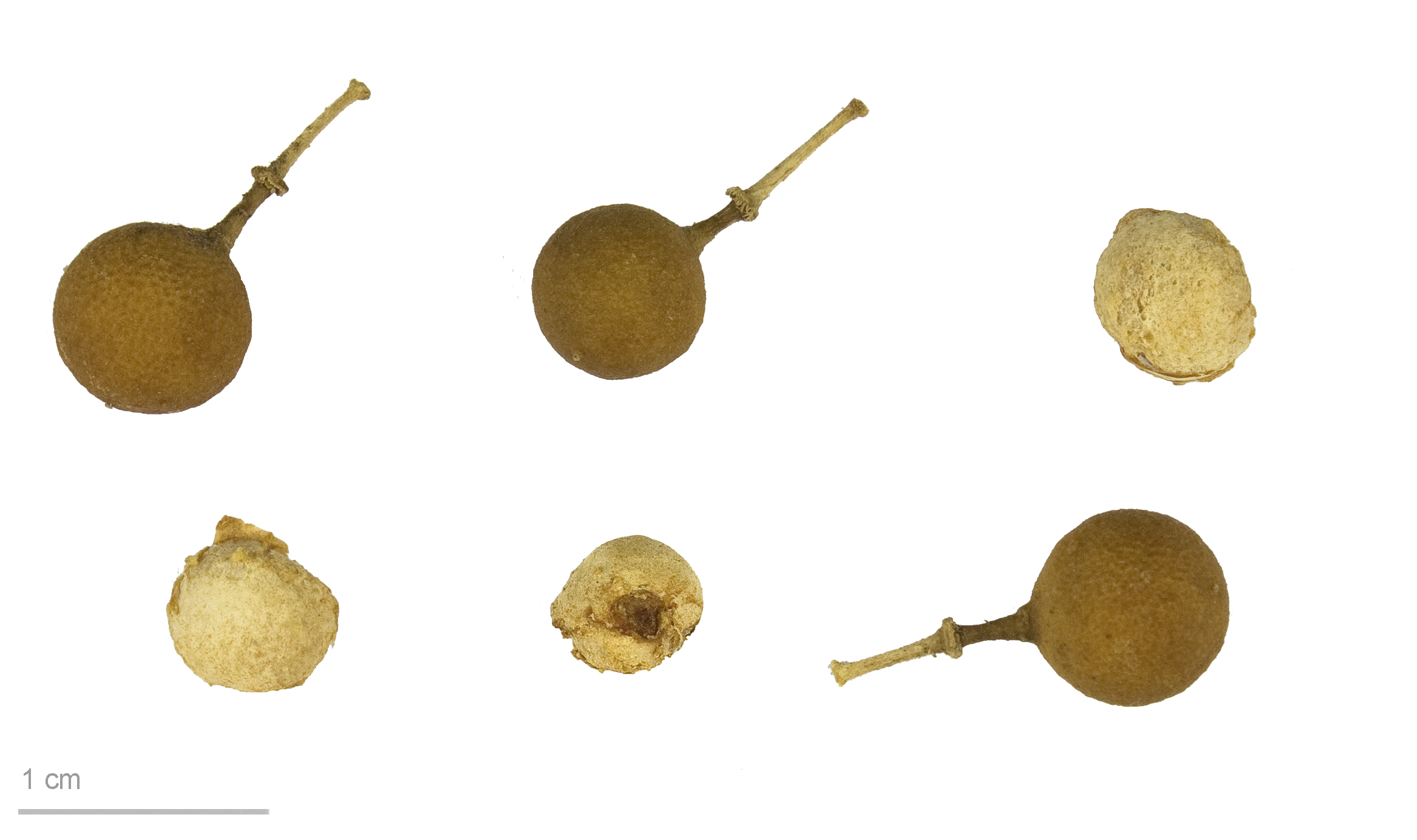
Boscia angustifolia

Boscia angustifolia là một loài thực vật có hoa trong họ Capparaceae. Loài này được A.Rich. mô tả khoa học đầu tiên năm 1831.